# Austrophorocera hirsuta
Austrophorocera hirsuta är en tvåvingeart som först beskrevs av Louis-Paul Mesnil 1947.  Austrophorocera hirsuta ingår i släktet Austrophorocera och familjen parasitflugor. Inga underarter finns listade i Catalogue of Life.